# Roxxy
Pour plus de détails, voir Fiche technique et Distribution.
Roxxy (Vincent N Roxxy) est un thriller américain écrit et réalisé par Gary Michael Schultz, sorti en 2016.

## Synopsis
Vincent, un jeune homme solitaire revenu dans sa ville natale, sauve Roxxy, une rockeuse punk, d'une violente agression. Les deux tombent amoureux et se réfugient dans la famille de Vincent. Ils découvrent tous les deux qu'ils partagent un passé en commun. Le frère de Roxxy a été assassiné et Vincent a perdu sa mère, ce qui l'a poussé à s'éloigner de sa propre famille. Elle découvre dans la poche de son sauveur l'adresse de son frère décédé...

## Fiche technique
- Titre original : Vincent N Roxxy
- Titre québécois : Roxxy
- Réalisation et scénario : Gary Michael Schultz
- Photographie : Alex Disenhof
- Montage : Bruce Cannon
- Musique : Questlove
- Production : Keith Kjarval
- Sociétés de production : Unified Pictures et Bron Capital Partners
- Sociétés de distribution : Vertical Entertainment
- Pays d'origine :  États-Unis
- Langue originale : anglais
- Format : couleurs
- Genre : thriller, action, romance
- Durée : 102 minutes
- Dates de sortie : 
  -  États-Unis : 
    - 18 avril 2016 (Festival du film de Tribeca)
    - 2 juin 2017 (sortie nationale)

  -  France : 22 novembre 2017 (DVD)

## Distribution
- Emile Hirsch : Vincent
- Zoë Kravitz (VF : Célia Asensio) : Roxxy
- Zoey Deutch : Kate
- Emory Cohen : JC
- Kid Cudi : Suga
- Jason Mitchell : Cordell
- Beau Knapp (VF : Adrien Solis) : Daryl

 Source et légende : version française (VF) sur RS Doublage